# Complete Unknown - Cambio d'identità
Complete Unknown - Cambio d'identità (Complete Unknown) è un film del 2016 diretto da Joshua Marston.

## Trama
Alice, conosciuta per caso da uno degli amici di Tom, viene invitata ad aggregarsi al gruppo che va a festeggiare il compleanno di Tom a casa sua. Tom è sicuro di conoscere Alice, ma con un nome e un passato diverso da quello che lei racconta. La ricorda come Jennifer, una ragazza che ha amato prima di conoscere l'attuale moglie. Quando le chiede spiegazioni, Alice confessa che, negli anni in cui è sparita dalla vita di Tom, ha interpretato nove persone differenti, vivendo ad esempio come biologa in Tasmania o assistente di un mago in Cina, ogni volta con una identità e una personalità diversa. Non può fare a meno di questa sua "forma di libertà", ma confessa a Tom di essere tornata solo per rivederlo. Gli fa capire che è la prima volta che torna indietro a cercare qualcuno del suo passato, in questa sua ossessione di cambiare sempre se stessa. Per strada, Alice e Tom soccorrono una donna anziana caduta accidentalmente e la accompagnano a casa dal marito. Qui, Alice si spaccia per cardiochirurgo, dicendo che Tom è un osteopata e coinvolgendolo in un rapido vortice di bugie con la coppia di anziani, per mostrargli come sia facile mentire agli altri e soprattutto a se stessi, inventando in un attimo una vita completamente diversa da quella vera. Quando lasciano la casa dei due anziani, Alice e Tom si scambiano un abbraccio, ma è lei a tenere a lungo Tom stretto a sé, quasi volesse portarlo via in una nuova vita, una nuova trasformazione. Ma Tom è sposato, ha una vita che, anche se non lo soddisfa pienamente, è comunque ben ancorata alla realtà, e debolmente scioglie il loro abbraccio che sarà l'ultimo. Alice si volta e va via, Tom torna dalla moglie. Le ultime inquadrature seguono Alice, completamente cambiata nell'abbigliamento e nella pettinatura, che si perde nella folla.